# Lewis Davey
Lewis Davey, né le 24 octobre 2000, est un athlète britannique, spécialiste du 400 mètres.

## Biographie
Il remporte la médaille d'or du relais 4 x 400 m lors des championnats d'Europe 2022 à Munich, en compagnie de Matthew Hudson-Smith, Charles Dobson et Alex Haydock-Wilson, dans le temps de 2 min 59 s 35.
En 2024, il fait partie du relais olympique du 4 × 400 m qui décroche la médaille de bronze, avec ses coéquipiers Alex Haydock-Wilson, Matthew Hudson-Smith et Charles Dobson, en battant le record d'Europe qui datait des Jeux olympiques d'Atlanta en 1996, au cours desquels la Grande-Bretagne avait pris la médaille d'argent en 2 min 56 s 60. 

## Palmarès
| Date | Compétition           | Lieu     | Résultat | Épreuve         | Temps         |
| ---- | --------------------- | -------- | -------- | --------------- | ------------- |
| 2022 | Championnats d'Europe | Munich   | 1er      | 4 x 400 m       | 2 min 59 s 35 |
| 2023 | Championnats du monde | Budapest | 2e       | 4 x 400 m mixte | 3 min 11 s 06 |
| 2023 | Championnats du monde | Budapest | 3e       | 4 × 400 m       | 2 min 58 s 71 |
| 2024 | Jeux olympiques       | Paris    | 3e       | 4 × 400 m       | 2 min 55 s 83 |

## Records
| Épreuve | Temps   | Lieu      | Date        |
| ------- | ------- | --------- | ----------- |
| 400 m   | 45 s 60 | Bruxelles | 25 mai 2024 |